# 卫华
卫华（1968年11月—），女，汉族，河南许昌人，中华人民共和国政治人物。西北大学地理系毕业，曾任咸阳市市长，陕西省民政厅厅长。现任陕西省交通运输厅厅长。

## 生平
1988年12月加入中国共产党。1991年7月大学毕业后，卫华先后在中共西安市莲湖区委组织部、莲湖区庙后街街道办事处工作；1997年，出任共青团莲湖区委副书记；一年后，升任书记；2001年，调任西安市碑林区副区长；2002年，出任共青团西安市委书记；2005年，擢升共青团陕西省委书记，成为正厅级官员，时年37岁。她还曾于2006年1月，被增补为第十届陕西省人大常委会委员；2008年，连任。
2011年7月，卫华出任中共咸阳市委副书记、兼市委党校校长；2013年2月起，任代理市长；当年4月28日，在市第七届人大一次会议上，正式任咸阳市市长，成为该市首位女市长。2018年2月24日，当选为第十三届全国人大代表。2022年3月，卸任咸阳市人民政府市长，接替郭社荣任陕西省民政厅党组书记、厅长。
2023年3月，转任陕西省交通运输厅厅长。